# Videoclip Italia Awards 2022
La 1ª edizione dei Videoclip Italia Awards si è tenuta il 29 maggio 2022 presso il Monk di Roma.

## Premi e candidature
I vincitori sono indicati in grassetto, a seguire gli altri candidati.

### Premi speciali

#### Miglior videoclip italiano
- Hold On – Not Waving e Marie Davidson; regia di Angelo Cerisara

#### Miglior videoclip internazionale
- Mi huella – Fuel Fandango e María José Llergo; regia di Alex Gargot
- Bylo nebylo – Annet X; regia di Jaroslav Moravec
- Thot Shit – Megan Thee Stallion; regia di Aube Perrie
- Follow Me Around – Radiohead; regia di Us
- DJ – Sam Dew; regia di Young Replicant

#### Miglior videoclip low budget
- Dronememorie – Thru Collected; regia di Gabriele Skià e Riccardo Sergio
- Ventilatore Rotto – Erin; regia di Francesco Lorusso
- Santa Marinella – Fulminacci; regia di Danilo Bubani
- Fuori Corso – Nuvolari; regia di Daniel Bedusa
- Lonely – Vanarin; regia di Alessio Hong

#### Miglior videoclip di animazione
- Aldo Ritmo – Salmo; regia di Reef Studios
- Yellowblack – Hate My Village; regia di Cosbru
- Scrivile scemo – Pinguini Tattici Nucleari; regia di Giorgio Scorza
- Aida – Rino Gaetano; regia di Marco Brancato

- M%n – Thasup; regia di Giorgio Scorza e Erika De Nicola

#### Miglior regista under 35
- Enea Colombi
- Amedeo Zancanella e Federico Demattè
- Gabriele Skià e Riccardo Sergio
- Goofy Studio
- Simone Peluso

#### Miglior regista
- Tommaso Ottomano
- Danilo Bubani
- Francesco Calabrese
- Giada Bossi
- Marco Santi

### Generi musicali

#### Miglior videoclip pop
- Carlito's Way – Tropico; regia di Enea Colombi
- Repito – Ditonellapiaga; regia di Goofy Studio
- Boca – Gaia, Sean Paul, ChildsPlay; regia di Francesco Calabrese
- Klan – Mahmood; regia di Attilio Cusani
- Geniale + Non Esiste Amore A Napoli – Tropico; Enea Colombi

#### Miglior videoclip rock
- Come Un Animale – Fast Animals and Slow Kids;regia di Trilathera
- Yellowblack – I Hate My Village; regia di Cosbru
- Mammamia – Måneskin; regia di Rei Nadal
- Zitti e buoni – Måneskin; regia di Simone Peluso
- 22+1 (My Love Song Supreme) – MasCara; regia di Luther Blissett e Gian Luca Elasti

#### Miglior videoclip rap/trap
- No Mercy – Skiro e Tetra; regia di Giada Bossi
- Je Veux Rien – Axell; regia di Giulio Rosati
- Crazy Love – Marracash; regia di Giulio Rosati
- Calamite – Mecna; regia di Priscilla Santinelli
- Mastroianni – Sottotono; regia di Trilathera

#### Miglior videoclip indie
- Musica leggerissima – Colapesce Dimartino; regia di Zavvo Nicolosi
- Campos – Figlio Del Fiume; regia di Erika Errante
- I pomeriggi – Giorgio Poi; regia di Gabriele Skià e Riccardo Sergio
- Fili Di Ferro – Piccolo; regia di Amedeo Zancanella e Federico Demattè
- Ogni pensiero vola – Venerus; regia di Cleopatria

#### Miglior videoclip elettronica
- Hold On – Not Waving e Marie Davidson; regia di Angelo Cerisara
- Tandoori Boutique – Artizahn; regia di DI-AL
- E te veng' a piglià – Liberato; regia di Enea Colombi
- Bubu – Lim; regia di Giada Bossi
- Lines – Nother e Moon Leap; regia di Marco Santi

#### Miglior videoclip alternativo
- Transe Napolitaine – PS5; regia di Sabrina Cirillo
- Sfere Di Qi – Il Quadro Di Troisi; regia di Michele Catalano, Pierluca Zanda
- Il Coraggio Di Provare – Matilde Davoli; regia di Niccolò Natali
- Pablo America – Ascoltavo i Nirvana + Loco Loco; regia di Paula Ling Yi Sun
- Dronememorie – Thru Collected; regia di Gabriele Skià, Riccardo Sergio

### Premi tecnici

#### Migliore fotografia
- Geniale + Non Esiste Amore A Napoli – Tropico; fotografia di Alessandro Ubaldi
- Potevi fare di più – Arisa; fotografia di Stefano Usberghi e Daniele Sarti
- Bubu – Lim; fotografia di Francesca Pavoni
- Crazy Love – Marracash; fotografia di Leonardo Mirabilia
- Carlito's Way – Tropico; fotografia di Enea Colombi

#### Migliore montaggio
- Artizhan – Tandoori Boutique; montaggio di Matteo Motzo
- Paraocchi – Blanco; montaggio di Simone Peluso
- C'avevo un amico – Gianni Bismark; montaggio di Michele Formica e Jacopo Balliana
- I pomeriggi – Giorgio Poi; montaggio di Riccardo Sergio
- Dronememorie – Thru Collected; montaggio di Gabriele Skià e Riccardo Sergio

#### Migliore art direction
- Santa Marinella – Fulminacci; art direction di Flavia Ballarin, Danilo Bubani
- Quanto ti vorrei – Chiello e Shablo; art direction di Edoardo Buttinelli e Tommaso Ottomano
- Un milione di cose da dirti – Ermal Meta; art direction di Vito Zito
- Ogni pensiero vola – Venerus; art direction di Romeo Steiner e Weronika Wolinska
- Floodland – Wuthering Cats e Isabella Rossellini; art direction di Danilo Bubani

#### Migliore color granding
- Hold On – Not Waving e Marie Davidson; color granding di Joseph Bicknell
- E te veng' a piglià – Liberato; color granding di Lorenzo Ameri
- I Wanna Be Your Slave – Måneskin; color granding di Lorenzo Ameri
- Mammamia – Måneskin; color granding di Ruth Wardell
- Geniale + Non Esiste Amore A Napoli – Tropico; color granding di Daniel Pallucca

#### Migliori effetti visivi
- Aldo Ritmo – Salmo; effetti visivi di Reef Studios
- Girasole – Bnkr44; effetti visivi di Andrea Bazzi, Amedeo Zancanella e Samuele Pizzolato
- La canzone dei lupi – Coma Cose; effetti visivi di Michele Zanotti, Daniele Trebeschi e MusicMania
- Bubu – Lim; effetti visivi di Giada Bossi e Martino Pastori
- Lonely – Vanarin; effetti visivi di Claudia Bonsangue e Alessio Hong

#### Migliore styling
- Psicomagia – Popa; styling di Riccardo Maria Chiacchio
- Paraocchi – Blanco; styling di Tiny Idols
- Boca – Gaia, Sean Paul, ChildsPlay; styling di Giulia Revolo
- La primavera – Jovanotti; styling di Sara Costantini
- Tutto il resto è noi – Nayt; styling di Denis Micheli

#### Migliore make-up & hair
- La Città Si Svuota – Thomas Costantin; trucco e acconciatura di Kevin Jacotot e Pablo Ardizzone
- Tandoori – Boutique Artizahn; trucco e acconciatura di Nao Sato e Xabier Celaya
- La primavera – Jovanotti; trucco e acconciatura di Vanessa Icareg e Sara Bergaglio
- Dall'alba al tramonto – Levante; trucco e acconciatura di Bruno Agostino Scantamburlo e Greta Agazzi
- Baby Goddamn – Tananai; trucco e acconciatura di Giulia Limone e Roberto Maestroni